# معدن أولي

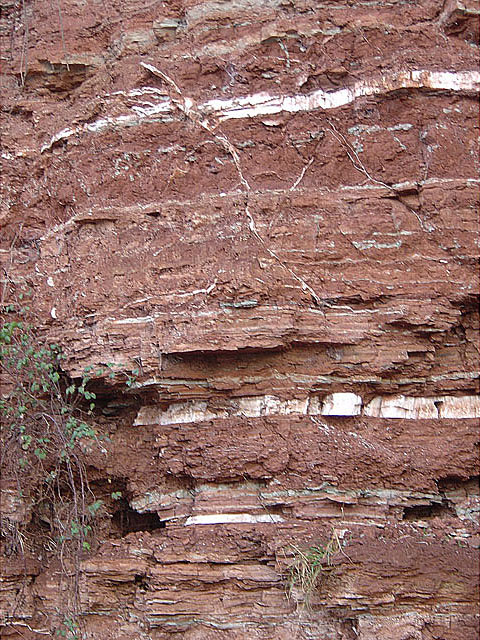

المعدن الأولي هو أي معدن يتم تكوينه أثناء التبلور الأصلي للصخور الأولية النارية المضيفة ويتضمن المعادن الأساسية المستخدمة لتصنيف الصخور مع أي معادن ثانوية.
يتم تحديد التركيب العنصري والمعدني للصخور الأولية من خلال التركيب الكيميائي للتدفق البركاني أو الصهاري الذي يتم تكوينه منه. الصخور الطردية (مثل البازلت ، الريوليت ، انديسايت و حجر السج ) والصخور التداخية (مثل الجرانيت ، الجرانوديوريت ، الجابرو و البريدوتيت ) تحتوي على معادن الأولية بما في ذلك الكوارتز، الفلسبار، بلاجيوجلاز، مسكوفيت، البيوتايت، الأمفيبول، البيروكسين و الزبرجد الزيتوني في تركيزات مختلفة.